# Seris
Seri é uma etnia que vive no estado mexicano de Sonora. O nome seri é de origem YAQUI  (apesar de outras hipóteses). Esse povo de autodenomina comcaac [koŋˈkɑːk]; singular: cmiique [ˈkw̃ĩːkːɛ]). A maior parte de seus membros fala fluentemente a Língua seri (cmiique iitom). Seu território tradicional inclui as ilhas Tiburón e San Esteban.
A quantidade de pessoas nesse grupo continua em crescimento. Em 1952 eram 215 pessoas; em 2006, mais de 900 (conf. governo seri).

## Território

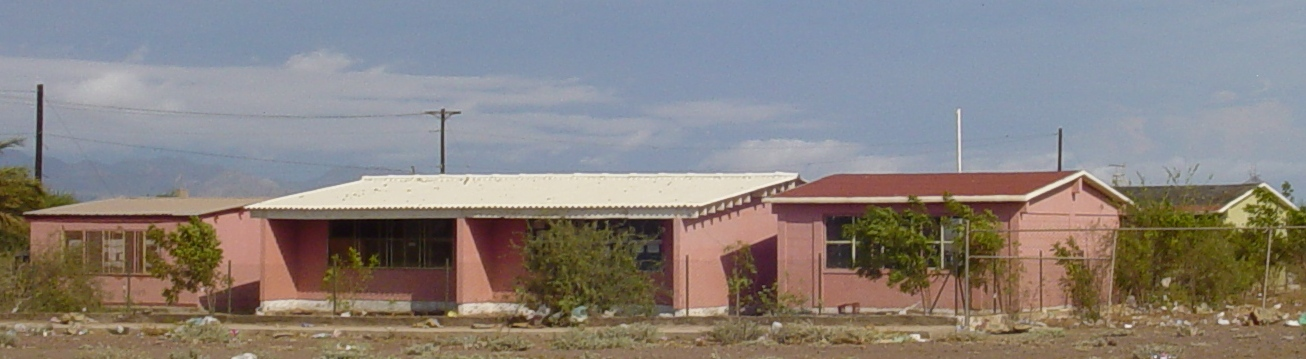
Escola primária um Punta Chueca (Socáaix)

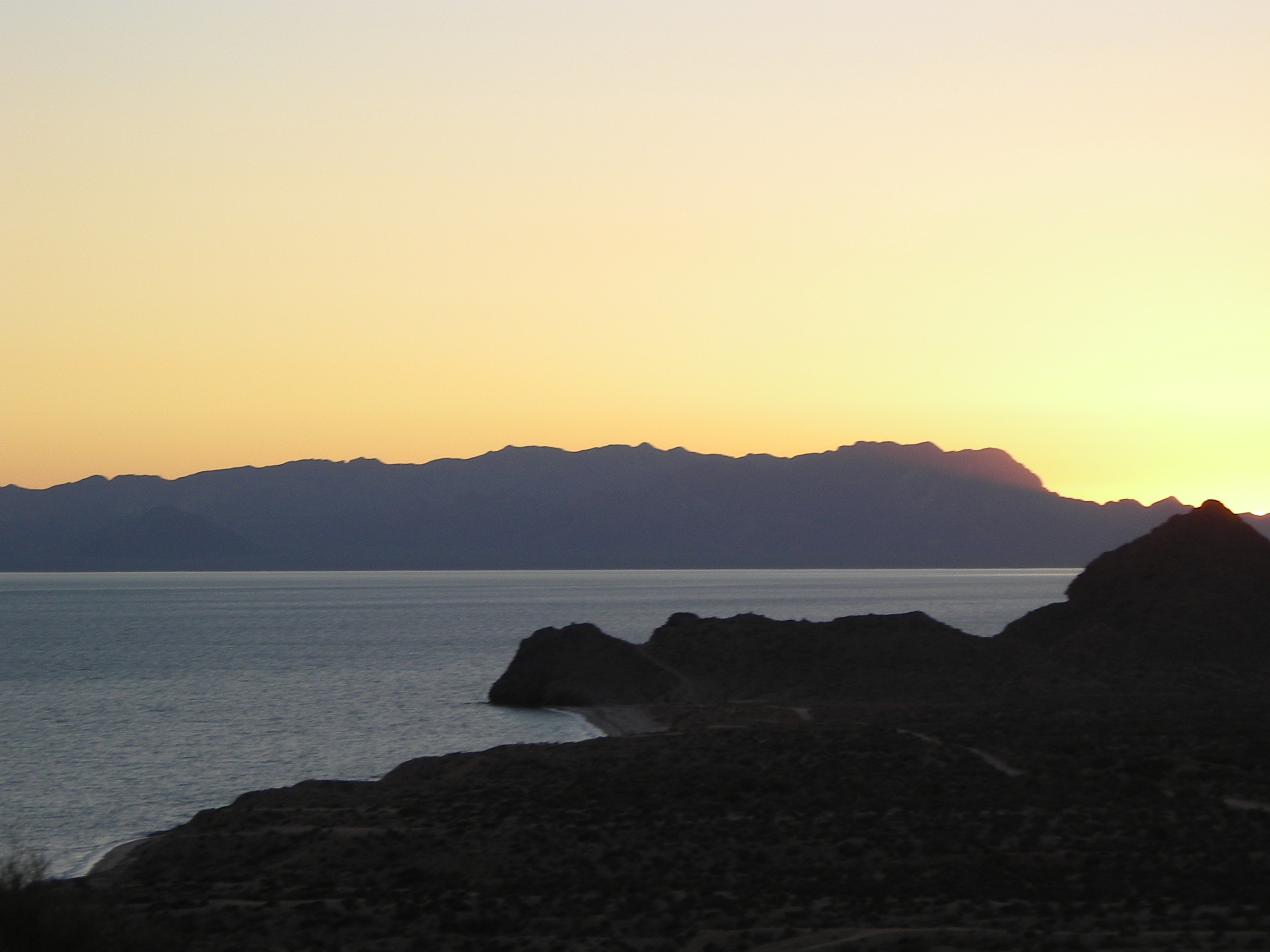
Vista da área sul da ilha Tiburón

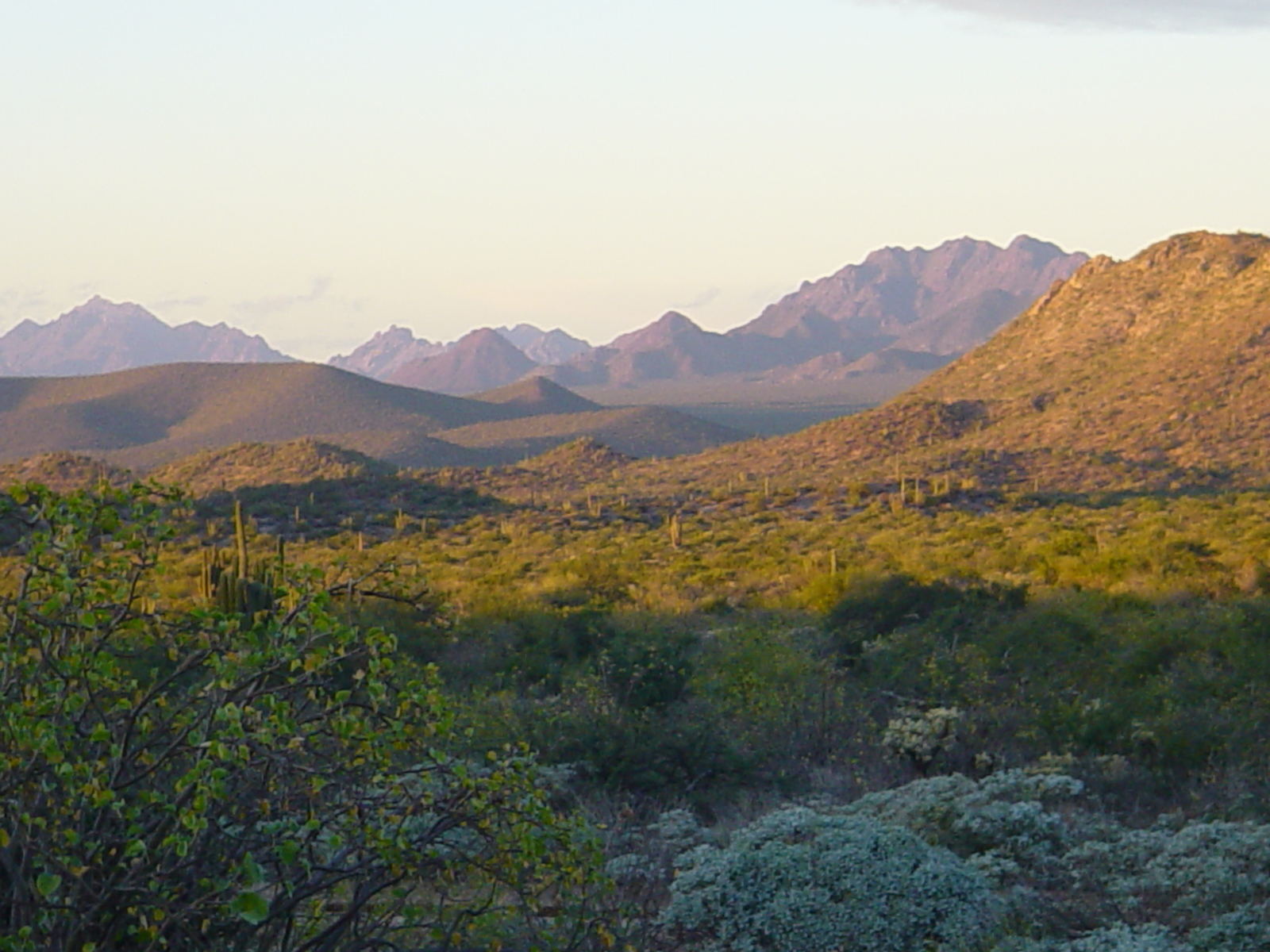
Paisagem na área sul do território seri

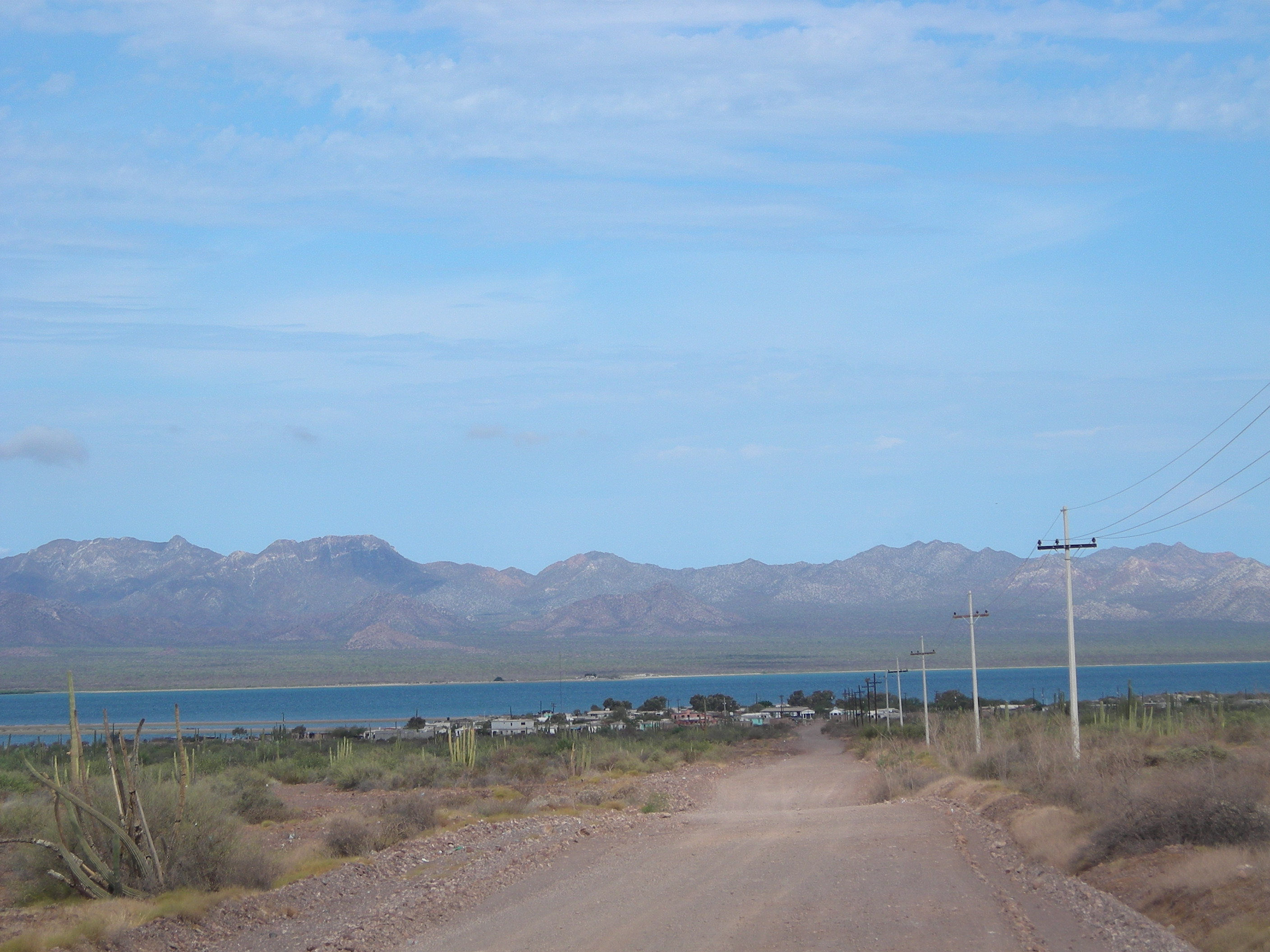
Socaaix (Punta Chueca) com a ilha Tiburón ao fundo

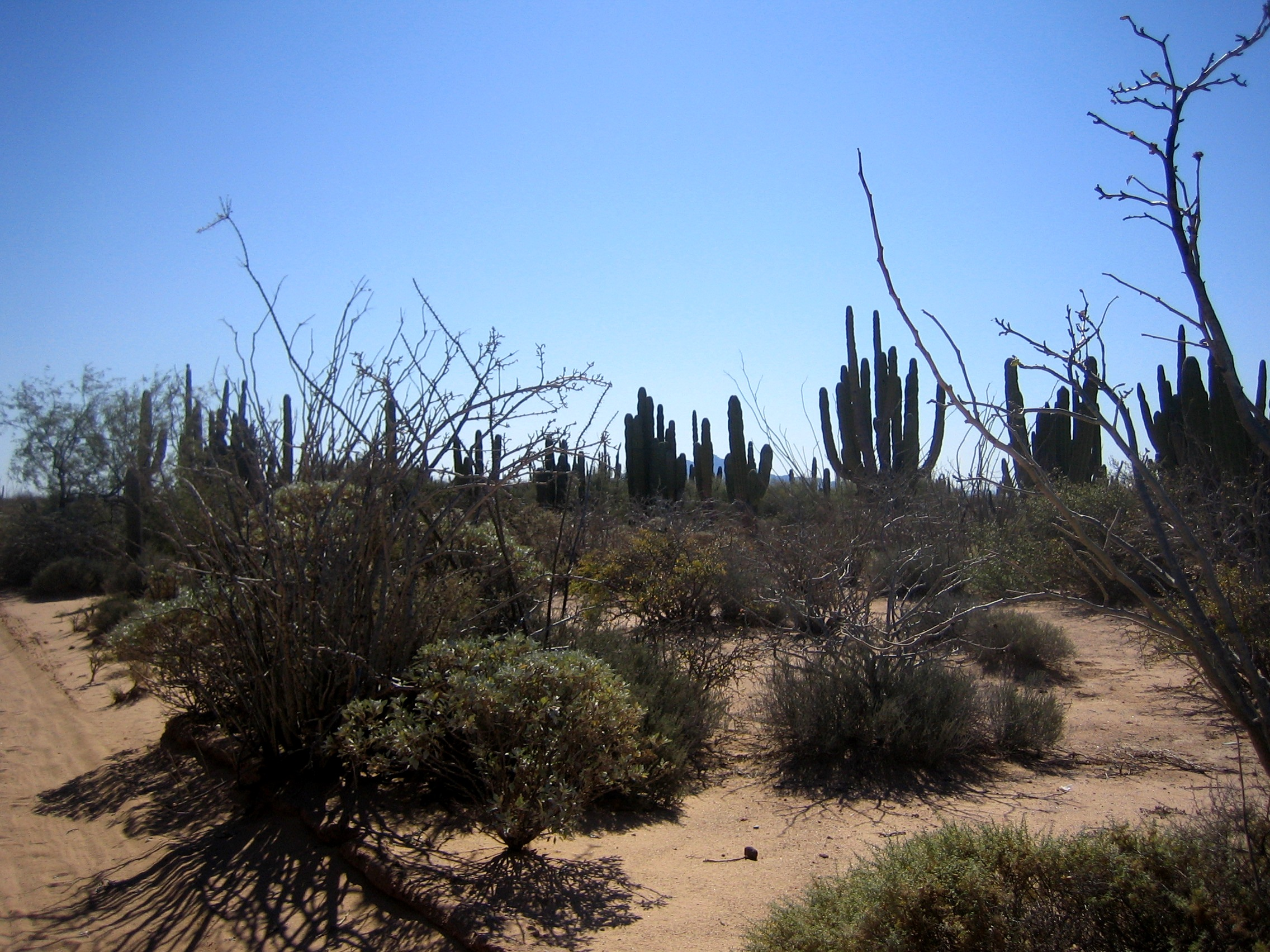
Paisagem de cardos em Sonora (México)

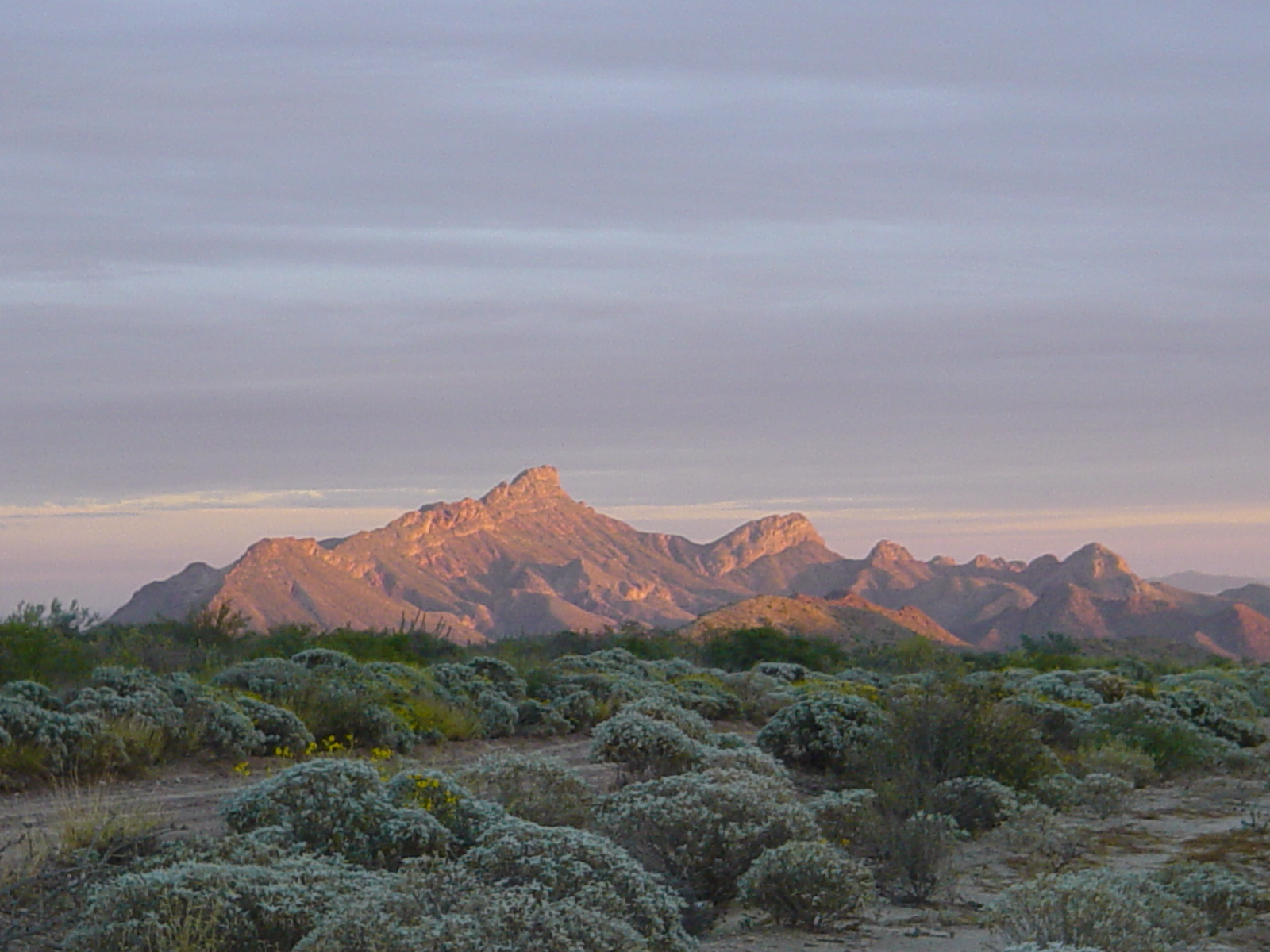
Paisagem na parte sul do território seri

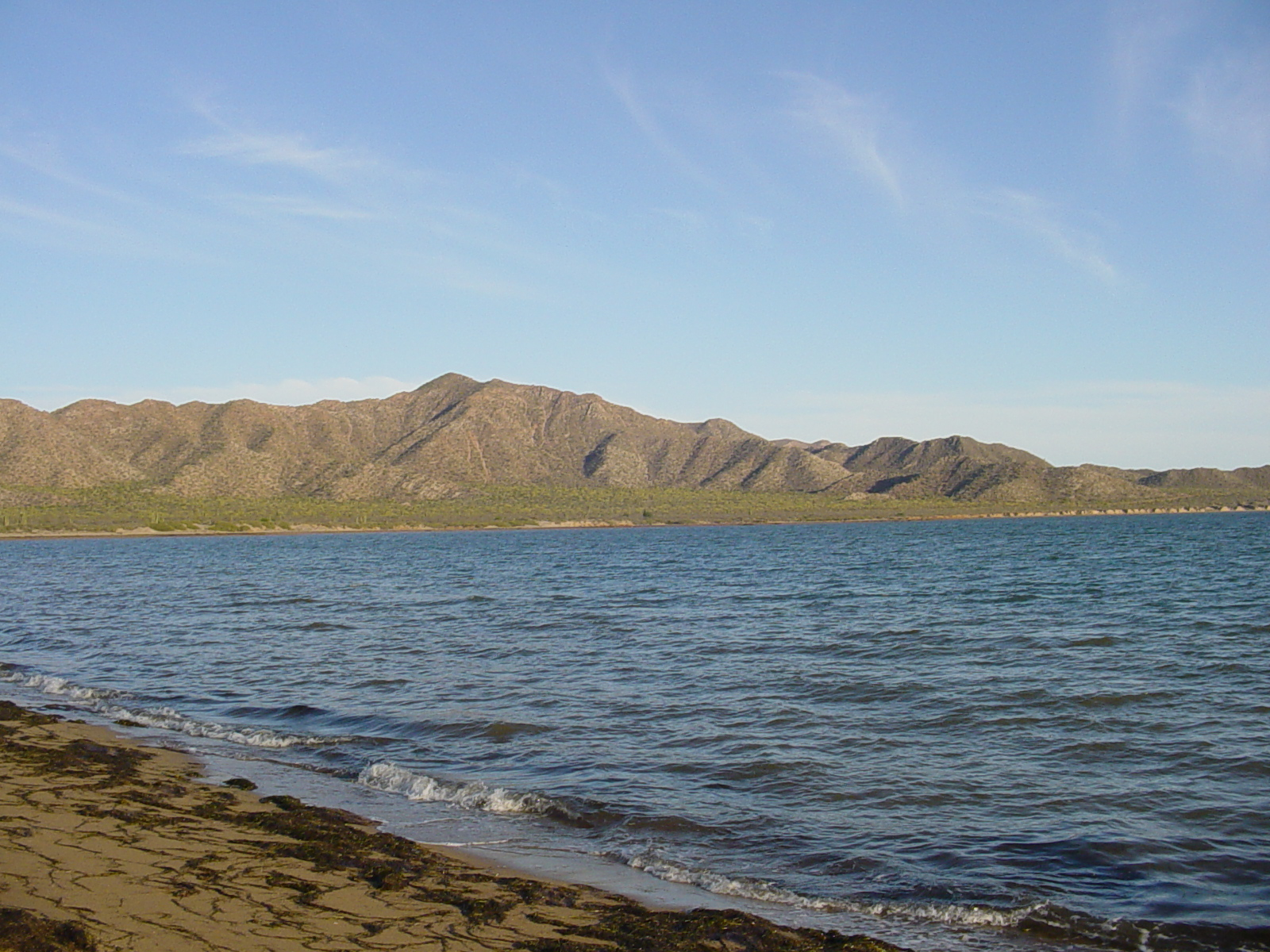
Paisagem sul do território seri e também de Xepe Coosot

Territorialmente, o domínio dos Seris no estado de Sonora, compreende uma área aproximada de 211.000 Hectare ao nível do mar, sendo formado pela área continental e a Ilha Tiburón, que se encontra no Golfo da Califórnia, em frente ao litoral do centro do estado.
Os seris habitam principalmente nos povoados de El Desemboque (Haxöl Iihom, N 29° 30' 13", W 112° 23' 43"), município de Pitiquito, e Punta Chueca (Socaaix, N 29° 0' 54", W 112° 9' 42"), município de Hermosillo, litotal de Sonora. Conforme os ciclos da pesca, a localizacão de alguns indivíduos ou famílias pode variar entre os campos pesqueiros distribuídos ao longo de 100 km de litoral.
Por meio de um caminho não pavimentado ao sul, a população de Punta Chueca se comunica com o povoado litorâneo de Bahía de Kino. Mais para o norte, uma estrada liga Desemboque com a cidade de Puerto Libertad. Cada povoado tem escolas de níveis pré-escolar, primário, secundário.

## História
Na época prehispânica, o território dos seris se estendia emtre as cadeias montanhosas, o deserto de Encinas e Golfo da Califórnia. Ao sul, o território chegava até o Rio Yaqui, ao norte até o deserto de Altar, a leste até Horcasitas e a oeste chegava a ocupar ilhas próximas como a "Ilha Tiburón', San Esteban, Patos e Alcatraz. Como eram um povo nômade, os seris  percoriam uma área que corresponde aos atuais 14 municípios de Sonora. Acredita-se que o povo seri estvesse organizado em seis tribos, por sua vez divididas em cãs menores. Na vida cotidiana não havia as figuras de chefe de clã ou de tribo, os quais eram nomeados somente em épocas extraordinárias como as guerras, ou tempos fifíceis, de colheitas, caça e pesca fracas. Nesse caso era nomeado para essa função de comando o indívidui mais capaz. O papel das mulheres seri era se encarregar das colheitas para garantir o sustento diário.
Os seis grupos reconhecidos pelos seris eram:
- xiica hai iic coii ('os que vivem na direção do vento'), grupo 1 - habitava uma área mais ao norte dos demais grupos, ficando do norte de Puerto Lobos até Punta Tepopa ao sul, a leste se limitava com o rio San Inácio. Eram também conhecida como tepocas" e "salineros.
- xiica xnaai iic coii ('os que vivem para o sul'), grupo 2 - habitava o litoral desde Baia de Kino até o monte Tetakawi em Guaymas. Eram chamados de tastioteños.
- Tahejöc comcaac ('gente da Ilha Tiburón'), grupo 3 - habitava o litoral norte, oriental e ocidental da Ilha Tiburón e o litoral continental em frente à mesma. Eram chamados de Seri ou tubarões, ao norte dos xiica xnaai iic coii.
- heeno comcaac ('gente do deserto'), grupo 4 - habitava o vale central da Ilha Tiburón.
- xnaamotat ('os que vieram do sul'), grupo 5 - habitava uma estreita faixa entre os xiica hai iic coii e os Tahejöc comcaac. Esse grupo pode ter sido os upanguayma que eram guerreiros e abriram caminho para o norte.
- xiica Hast ano coii ('os que vivem na ilha San Esteban'), grupo 6 - habitava a Ilha San Esteban –também chamada também Coftéecöl– e na costa sul da Ilha Tiburón.

Também se menciona como hipótese não comprovada a presença dos grupos Hant Ihíini comcáac ('gente seri da Baixa Califórnia) e Hast Quita quihíizitam ('os que nasceram em Hast Quita', também na Baixa Califórnia).
Já no período independente se desarticulara o sistema de tribos e haviam perdido quase todos de seus domínios no continente.  Porém, foi nos dois primeiros terços do século XIX que os Seris foram mais perseguidos e praticamente aniquilados tanto pelos soldados como pelos rancheiros, os quais com novas tecnologias queriam utilizar recurosos naturais que ficam em território Seri. Assim, alguns Seris tiveram que fugir e se retirar para a Ilha Tiburón.
A escassez de água e de animais para a caça, as muitas doenças, foram fatores predominantes para que os Seris abandonassem seu refúgio na Ilha Tiburón e voltassem a incursionar nas terras continentais, primeiramente para trabalhar como contratados temporários para comerciantes de pesacado e rancheiros, de pois se estabelecendo em definitivo. Entre as causas externas que facilitaram seu retorno com êxito está a Grande Depressão de 1929, que provocou a migração em massa de trabalhadores empobrecidos para cidades e centros agrícolas do Norte e Noroeste do país, o que aumentou o consumo de pescado e de outros produtos do mar de preço menor que o da carne bovina. A partir desse momento, os Seris começaram a ter como elemento essencial de sua economia o intercâmbio comercial e o uso do dinheiro em operações de mercado. Nesse período passam a ocorrer com maior velocidade e profundidade as trocas nas estruturas culturais e organizacional.
Desde seu retorno da Ilha Tiburón os Seris se estabeleceram ao longo do litoral, até que em 1936 o então presidente da República Lázaro Cárdenas del Río, atendendo a suas demandas de apoio, promoveu a organizacão deles en cooperativas de pescadores, lhes proveu o equipamento necessário e os concentrou no povoado da Bahia de Kino. Depois, a medida que ia colinizando cada vez mais esse povoado por pescadores não indígenas, os Seris se transferiram para Desemboque, usando como acampamentos ocasionais alguns campos intermediários. Em 1970 o território Seri foi reconhecido quando o presidente Luis Echeverría lhes dotou em ejido uma franja costeira de 91.000 Hectares, o que corresponde a  0.5% da superfície total do estado. Em 1975, com vários decretos mais, o mesmo presidente declarou o Estreito de Infiernillo como zona de pesca exclusiva Seri e lhes outorgou simbolicamente como posse comunal a Ilha Tiburón, ja decretada en 1963 como zona de reserva ecológica.

## Língua
A língua dos comcaac, cmiique iitom, é um "língua isolada", considerando-se que não foi mostrada nenhuma evidência suficiente de relação genética com nenhuma outra língua. Atualmente a maioria da população é bilíngue num certo nível, ainda que prefiram falar sua própria língua em todas atividades locais. Os habitantes mantém uma tradição oral  enormemente rica que preserva sua história e sua cultura. Nas últimas décadas, uma mínima parte de tal tradição está na forma escrita.
Os seris mantém sua língua com grande vitalidade em lugar de adotar palavras do espanhol para designar os novos elementos culturais que se agregaram a sua vida com otempo, continuam a criar termos novos.

## Saúde
Nada se sabe sobre a existência de terapeutas ou tecnicas tradicionais médicas entre os Seris, mas eles já tiveram conhecimento  de algumas plantas para curar doenças leves.
Por outro lado, o processo de sedentarização do grupo levou a mudanças na dieta e nos seus padrões de consumo, o que gerou muitos problemas de saúde como diabetes.

## Moradia
Nos povoados, a maioria das casas são feitas com blocos de concreto com teto de também em concreto ou em amianto, podendo ser encontradas casas em placas de papelão. Em grarl se compoem de cozinha, sala de refeições, banheiro, um ou dois dormitórios. Esse tipo de residência teve o apoio e promoção dos governos federal e estatal entre 1974 e 1984.
Nos campos pesqueiros, porém, é possível encontrar casas mais tradicionais com paredes feitas com folhagens, ervas e outros materiais hervas posible encontrar casas tradicionales que son paravientos de hierbas acomodadas y otros materiales (tradicionalmente carapaças de tartaruga-comum (Caretta caretta|caguama) sobre armações de Fouquieria splendens, dobrados e amarrados, as quais formam uma túnel. Servem a uma única família, sendo adequadas para vida nômade. Essa construção é utilizada também nas festas tradicionais.

## Artesanato

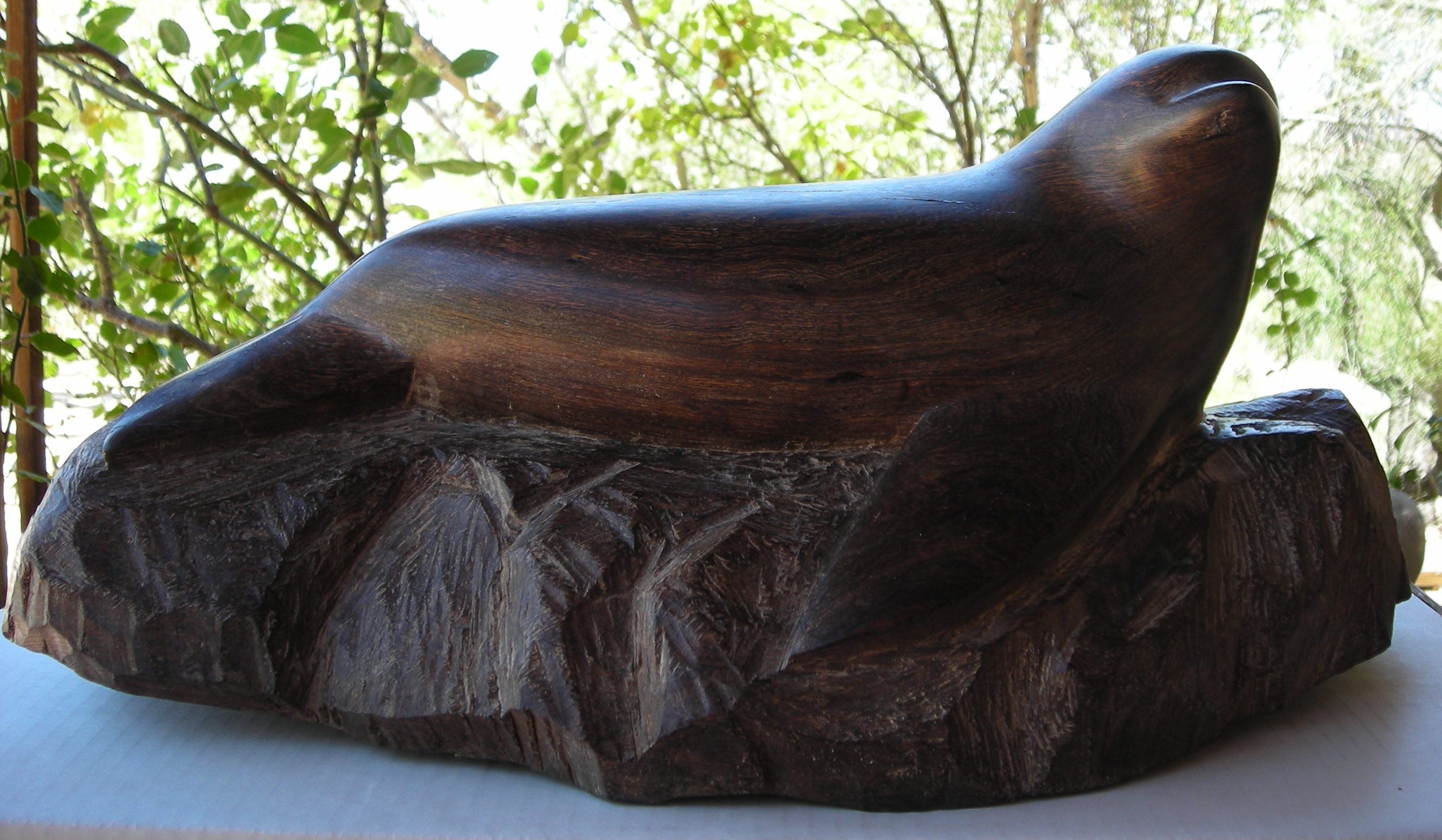
Figura em pau ferro feita Aurora Astorga (c. 1975)

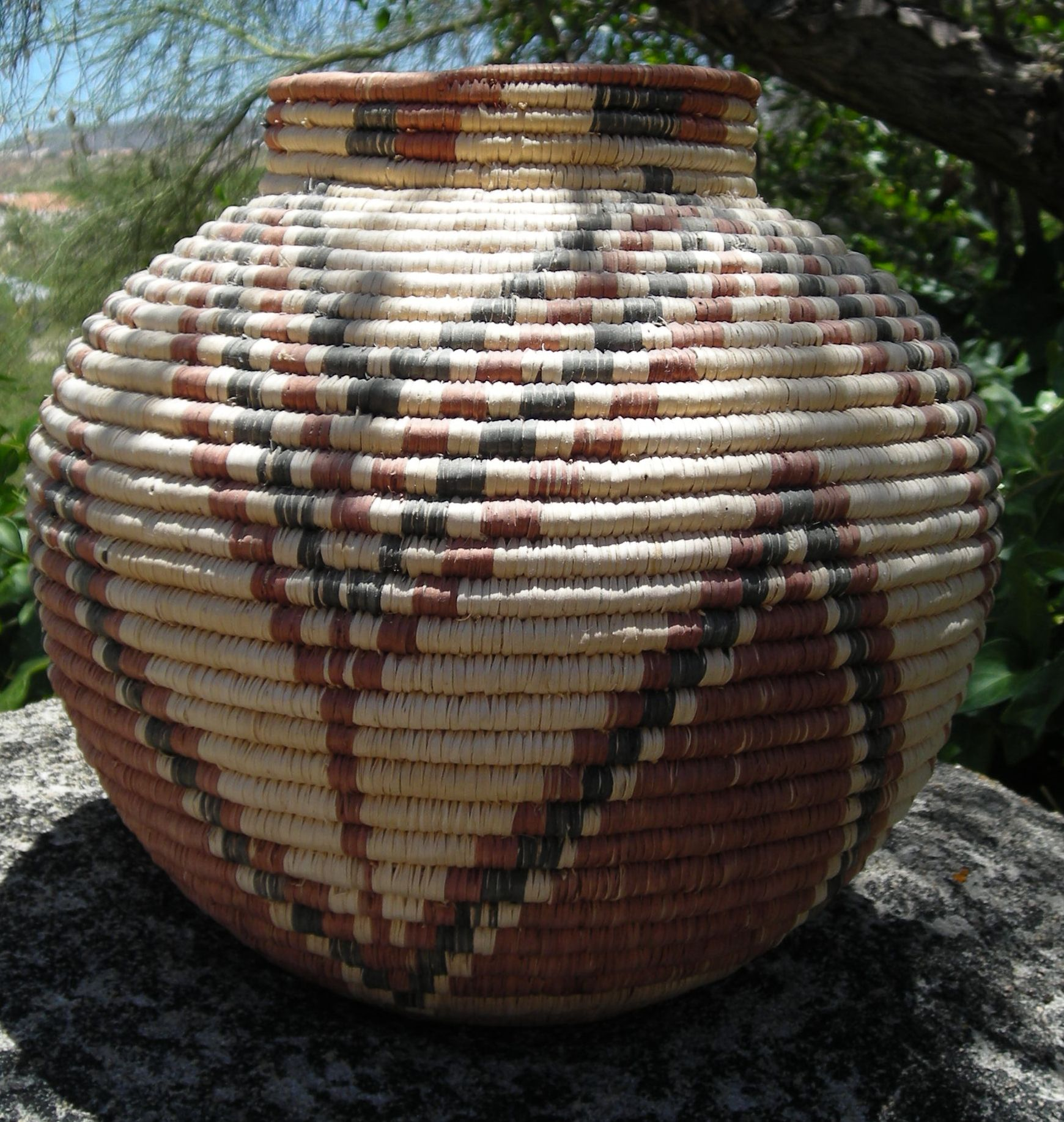
Canasta de estilo haat hanóohcö

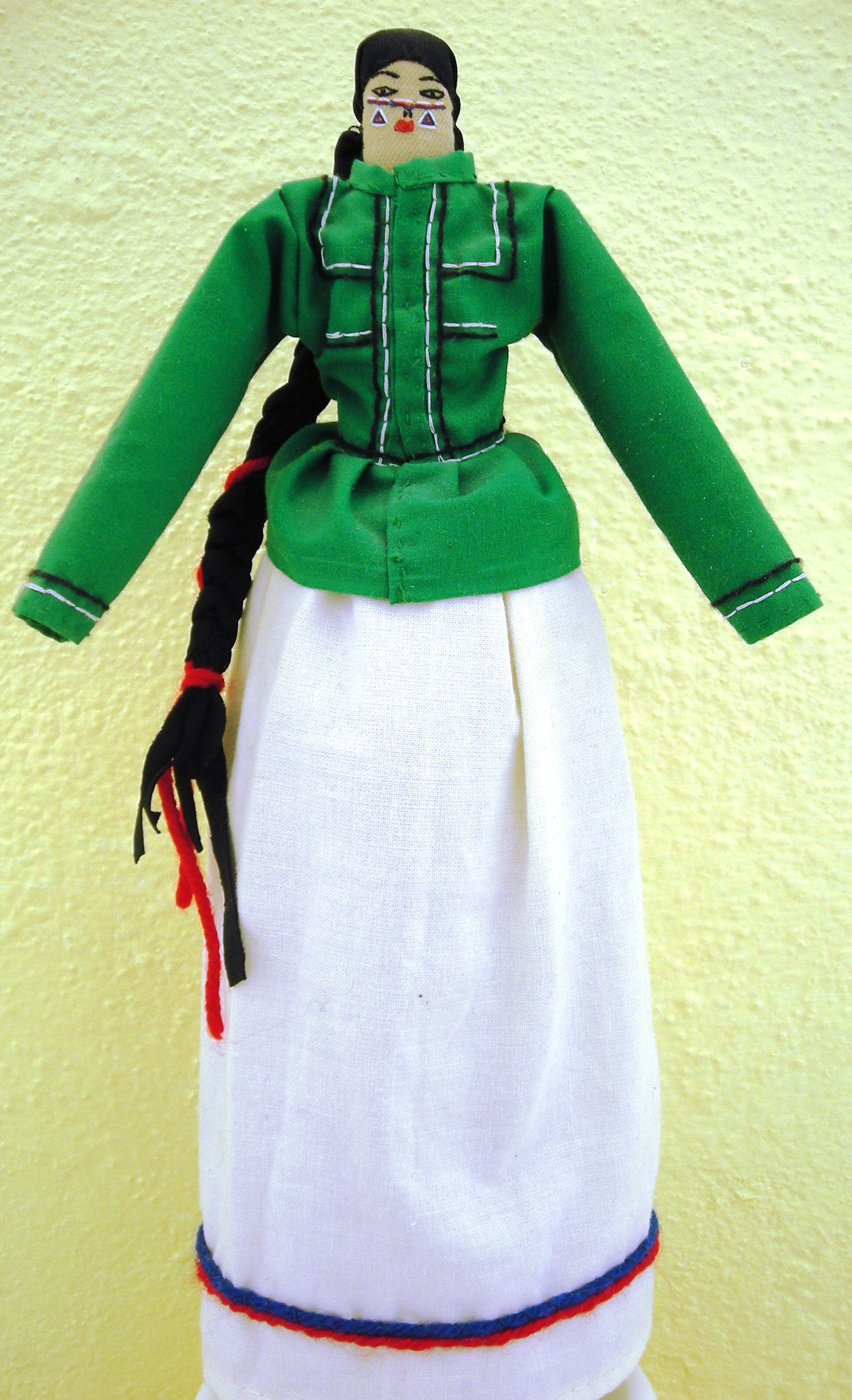
Boneca seri moderna com traje tradicional de mulher

O trabalho artesanal consiste atualmente em talhados em madeira de pau ferro (Olneya tesota), a preparação de cestas ("canastas") da planta haat (torote ou sangrengrado, Jatropha cuneata) e a elaboração de colares (em geral de ossos e conchas). O talhado de Pau Ferro iniciou por José Astorga e evoluiu por sugestões de vários norte-amaricanos que ele conhecia. Nas últimas décadas os novos trabalhos em pau ferro são cada vez menores pela competição com artistas não indígenas.

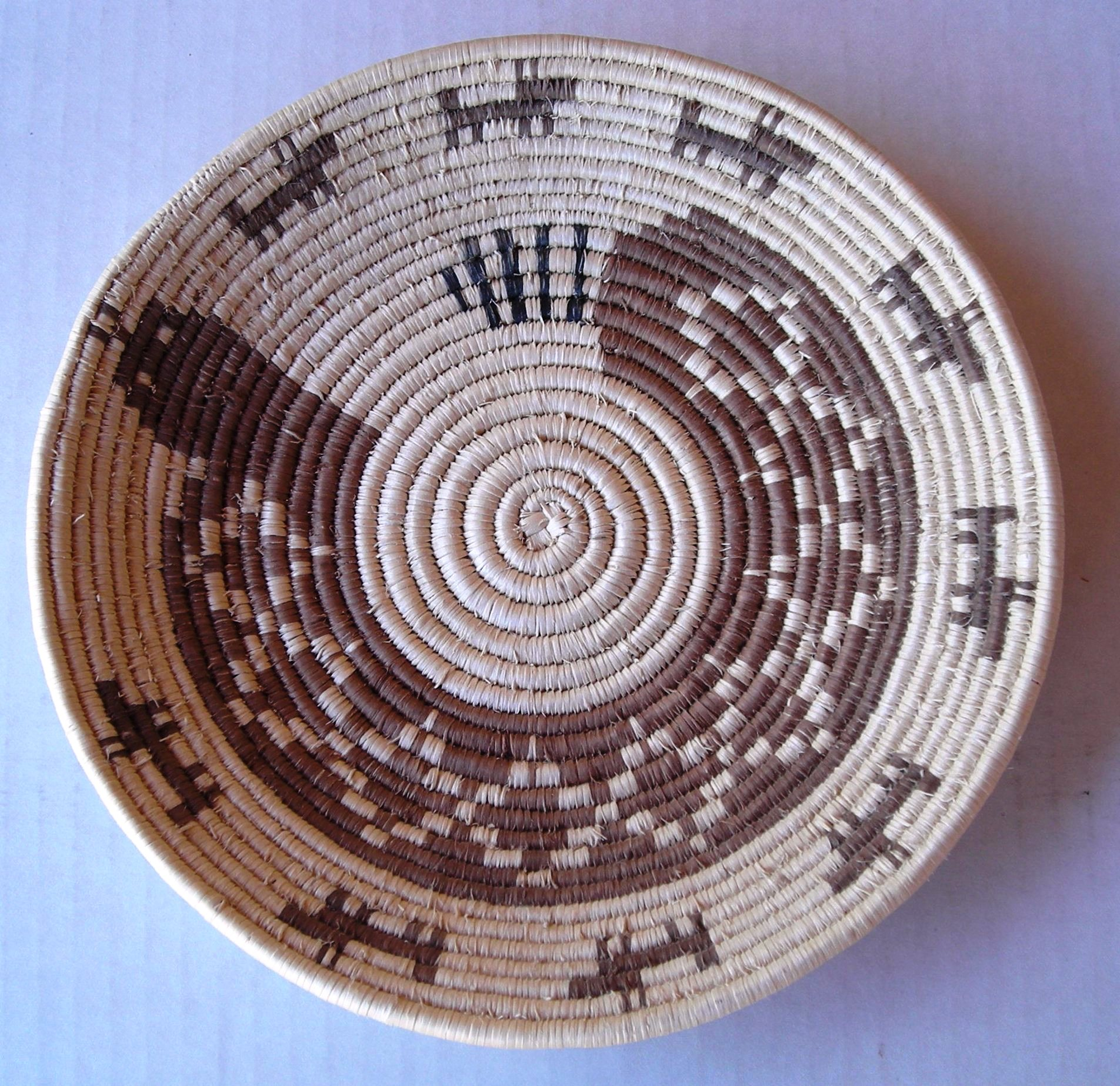
Canasta pequena no estilo hasaj

As "canastas" (cestas) são feitas em dois principais estilos: a corita, hasaj (que é a "canasta" mais tradicional) w haat hanoohcö, que tem forma de onda. A confecção das canastas é uma atividade praticada desde a erapré-hispânica. A produção é muito laboriosa, já que exige um tempo  que varia desde uma semana para as pequenas (20 centímetros), até uma a dois anos para as maiores (1,5 metros), considerando ainda que não se trabalha em tempo integral nessas obras de arte. Quando se conclui uma das canastas maiores, saptim ou sapim, ocorre uma cerimônia especial. As canastras maiores  se encontram em museus.
Os colares, de desenhos variados e criativos, são feitos com caracóis, conchas, vértebras de cascavel e de peixes, sementes e, ultimamente, também com miçangas. É um trabalho artesanal que, bem como os outros, ocupa um rezoável tempo das mulheres.
As bonecas Seris foram objetos famosos durante a história do povo. Demostrando uma grande criatividade imaginativa, se fazem mostrar sobre vários tipos de materiais, muitas vezes sobre uma base feita de ossos. Quase nunca são perceptíveis a face, os olhos. Algumas das bonecas atuais, mais sofisticadas e geralmente e feitas para turistas, tem trajes completos num estilo que lembra uma vestimente típica da primeira metade do século XX. Para as mulheres se incluem uma saia longa e uma blusa com   mangas longas, largas, onduladas.

## Território e ecologia

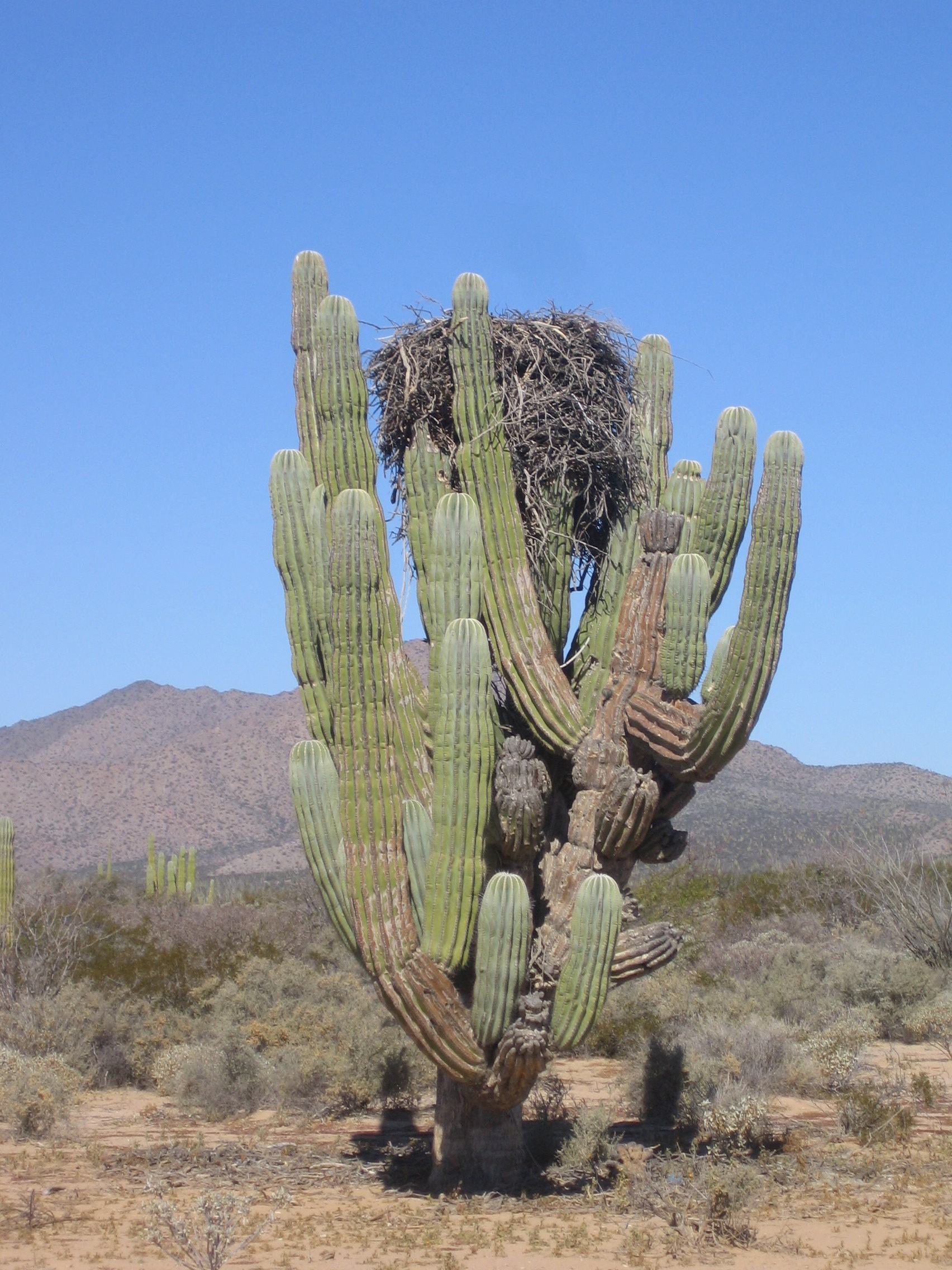
Ninho de águia sobre um cardo em Sonora (México)

O território atual dos comcaac tem uma superfície total de 211.000 hectares das quais 91.000 foram doadas por via de Ejido e 120.000 por via de dotação comunal. Pela extensão extensão territorial que lhes cabe e pela pequena quantidade das pessoas da tribo, os seris, junto com os lacandões, são os índios com maior posse de terras do México. Apesar disso, no caso dos Seris, as difíceis condicões ambientais de seu habitat fazem muito difícil um aproveitamento do mesmo para a agricultura, a qual nunca foi praticada por esse povo.
Em geral, a superfície de seu território é plana, salvo algumas elevações como a Serra Seri no litoral e a Serra Kunkaak na Ilha Tiburón (1218 m). Os solos são geralmente pouco profundos, muitas vezes com até 80% de pedras e, quando há dunas, essas são pobres em nitrogênio e em matéria orgânica. Por sua textura, os solos são do franco-arenoso e arenoso nos vales. Por suas características permeáveis não há ali rios, lagos, corrente de água significativas, exceto o rio San Ignacio que nasce na serra mais próxima e chega até Desemboque, mas não é um rio perene e seu volume de água é pequeno. Na Ilha Tiburón há cinco pequenos mananciais, que são porém insuficientes para sua população.
Nesta área o clima é muito quente com precipitações pluviais de 75 a 200 mm por ano; o clima predominante é sumamente seco ou desértico. As temperaturas podem ir de 8,5 °C entre dezembro e fevereiro e até 49,5 °C de junho a agosto. Com tais características, o desenvolvimento da agricultura foi até agora impossível e mesmo a criação de gado encontrou muitas dificuldades, pois o índice de pastagens são de 50 a 60 hectares por cabeça de gado e não há mananciais nem poços de água. Portanto, a principal fonte de aproveitamento de seus recursos ainda é de apenas 100 km de litoral que possuem para seu uso exclusivo. Apesar da aridez do local desértico onde vivem, os Seris aproveitam bem a fauna e flora locais. Assim, a pesca, o trabalho com "jaiba", com "calo de hacha", o entalhe de pau ferro e elaboração das famosas "canastas" tradicionais e de colares, vêm sendo as principais fontes de renda para as famílias Seri. A pesca para consumo próprio que se realiza durante o ano se complementa com a caça e a coleta de espécies alimentícias para melhorar de forma eventual de sua dieta. Em geral, os Seris não se acostumam a ter que sair de seu território em busca de trabalho.
O estudo do conhecimento dos Seris sobre seu ambiente físico resultou na publicação da Ectobotânica Seri. que despertou a consciência de muitas pessoas para o fato de que esse grupo cultural preservou muita informação, adquirida durante séculos de convívio (agora a ponto de se perder) com a flora e fauna da região

## Organizacão social
Por meio das relações de parentesco, os seris estabeleceram sistema de ajuda recíproca e distribuição de recursos que asseguravam a sobrevivência total do grupo. Destaca o mecanismo denominado quiimosim, pelo qual o direito que todo membro de uma tribo tem de pedir a quantidade de alimento que se consome em qualquer parte da comunidade sem necessidade de um convite prévio.; ou ainda, o canoaa an hant cooit, direito a pedir pescado para comer a qualquer "panga" (embarcação) que chega do mar. Além disso, por um sistema bem complexo, os bens são repartidos entre as famílias.
Com a integração formal dos comcaac na vida nacional, esses precisaram nomear uma série de autoridades como um supremo conselho, o "comissário do ejido", o conselho de bens comunais e a sociedade pesqueira.

## Cosmogonia e religião
Os seris não desenvolveram um sistema de governo religioso-festivo muito complexo. Sua interpretação do mundo, seus ritos, suas festas e as demais manifestações culturais tem um caráter estreitamente relacionado com a natureza e com aspectos biológicos e sociais do grupo.
Assim, seus principais ritos tradicionais estão vinculados ao início da puberdade e à morte. Suas canções e relatos giram em torno do mar, animais e antigas façanhas de heróis e guerreiros. Como não foram evangelizados na época colonial, carecem de elementos católicos encontrados em outros grupos indígenas.
Na área Seri não há nenhuma Igreja Católica nem sacerdotes dessa religião. Existem tempos protestantes da "Igreja Apostólica da Fé em Cristo Jesus", igreja à qual pertencem muitos da comunidade. Mesmo assim, mantém sua língua e suas práticas, num matiz que os associa diretamente com a Natureza.

## Música
Os seris conservaram muito de sua música autóctone, a qual se distingue de quase todas músicas de outros grupos étnicos do México. A música instrumental e a maioria dos instrumentos tradicionais não são mais usados, mas suas canções seguem sendo partes importantes da cultura atual do povo Seri. Charles Henri Hine. (2000) Five Seri spirit songs. Journal of the Southwest 42.3: 589-609..
Há muitos tipos de canções, mas nem todas estão bem representadas hoje e algumas se prestam mais a apresentações públicas. As mais interessanteso no todas son bien representadas actualmente, y algunas se prestan más a presentaciones públicas. Las más interessantes são cantadas em ambiente privado. Os tipos de cações incluem:
- (1) icoosyat 'canções dos gigantes',
- (2) iquimooni 'canções de vitória',
- (3) icooha 'canções de luto',
- (4) hacáatol cöicoos 'canções do chamán (pagé)',
- (5) cmaam cöicoos 'canções de amor a uma mulher',
- (6) icocooxa 'de ninar',
- (7) xepe án cöicoos e hehe án cöicoos 'canções da natureza',
- (8) icoos icooit 'canções para os bailes' (que é o tipo mais visível em diversos eventos,  sendo ao menos próprios dos Seris, um préstimo cultural dos "yaquis).

## Festas

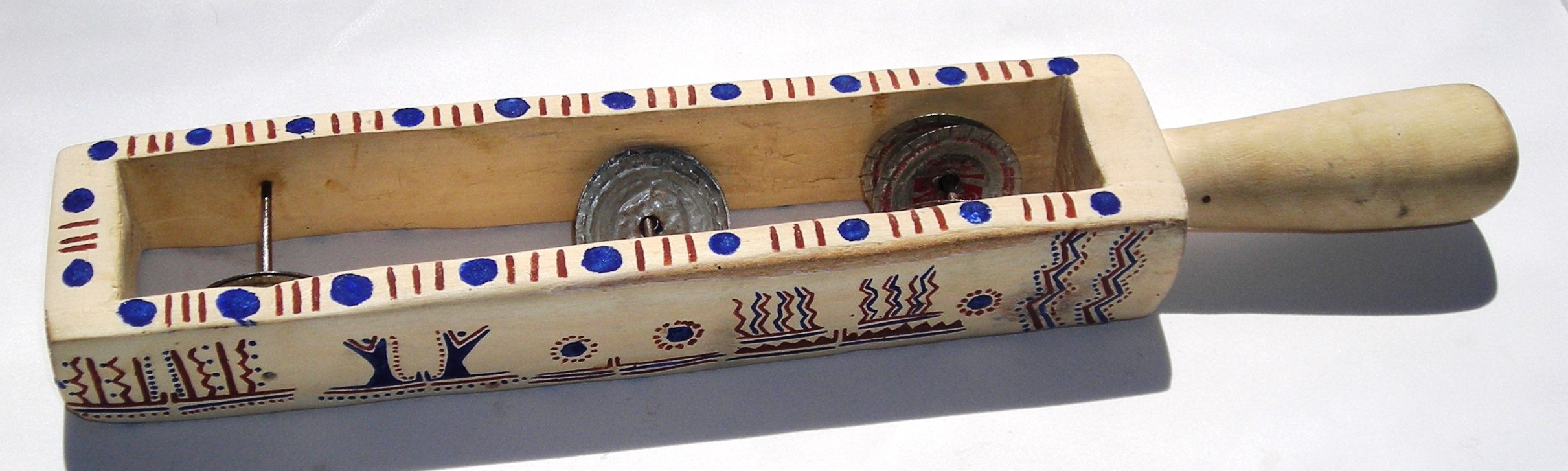
Sonaja Seri confeccionada para turistas

As festas principais continuam sendo as da puberdade, a celebração do Ano Novo Seri e o término da elaboração de uma "canasta" (artesanato em cestas) de tipo saptim. Anteriormente, quando ainda havia tartarugas de couro (ou "laúd") no Golfo do México, também havia festas especial quando uma delas era trazida viva ao campo.
Para suas cerimônias usam "sonajas" (chocalhos) de folha-de-flandres (ziix haqueenla); os "zumbadores" (buzinas) de madeira são agora mais raras.

## Relação com outros povos
Os principais contatos dos seris com as população não indígenas de Puerto Libertad, Bahía Kino e Hermosillo se dão no âmbito do comércio e dos serviços. As relações com outros indígenas de Sonora têm sido propiciadas por instituições governamentais e não-governamentais, comk promoção de conselhos de natureza política e cultural. Desenvolveram-se além disso muitos contatos com pessoas fora da comunidade, tanto mexicanas como estrangeiras, nos âmbitos de investigação científica, do comércio, educação e da igreja.